# Rosa rubrifolia
Rosa glauca là loài thực vật có hoa trong họ Hoa hồng. Loài này được Villars miêu tả khoa học đầu tiên năm 1788.

## Hình ảnh

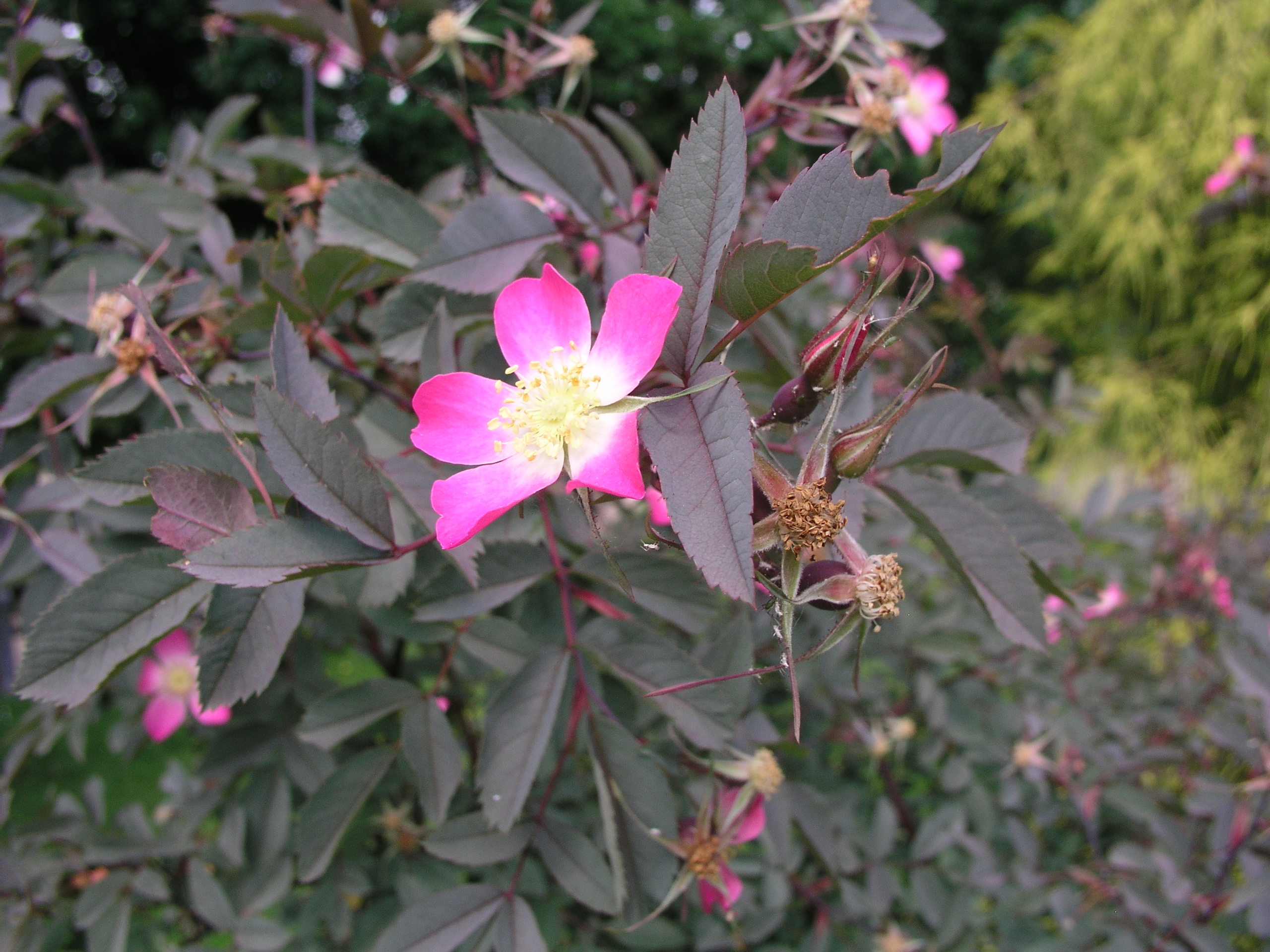
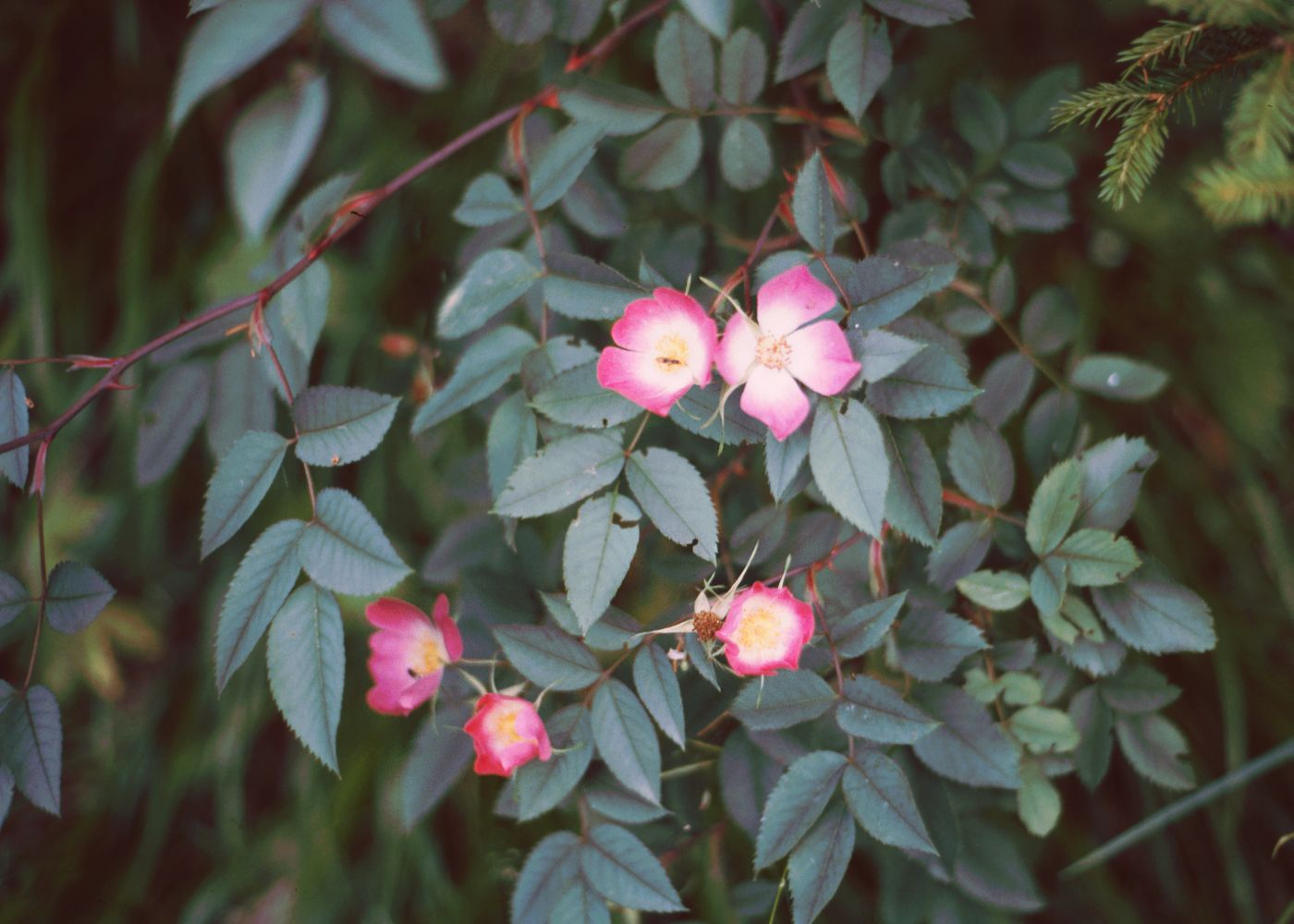
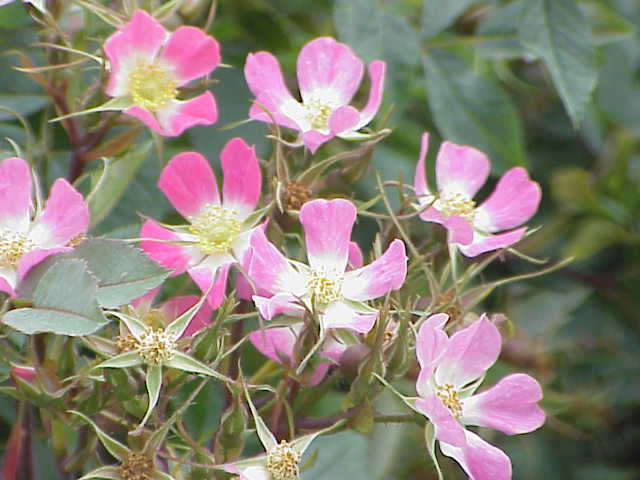
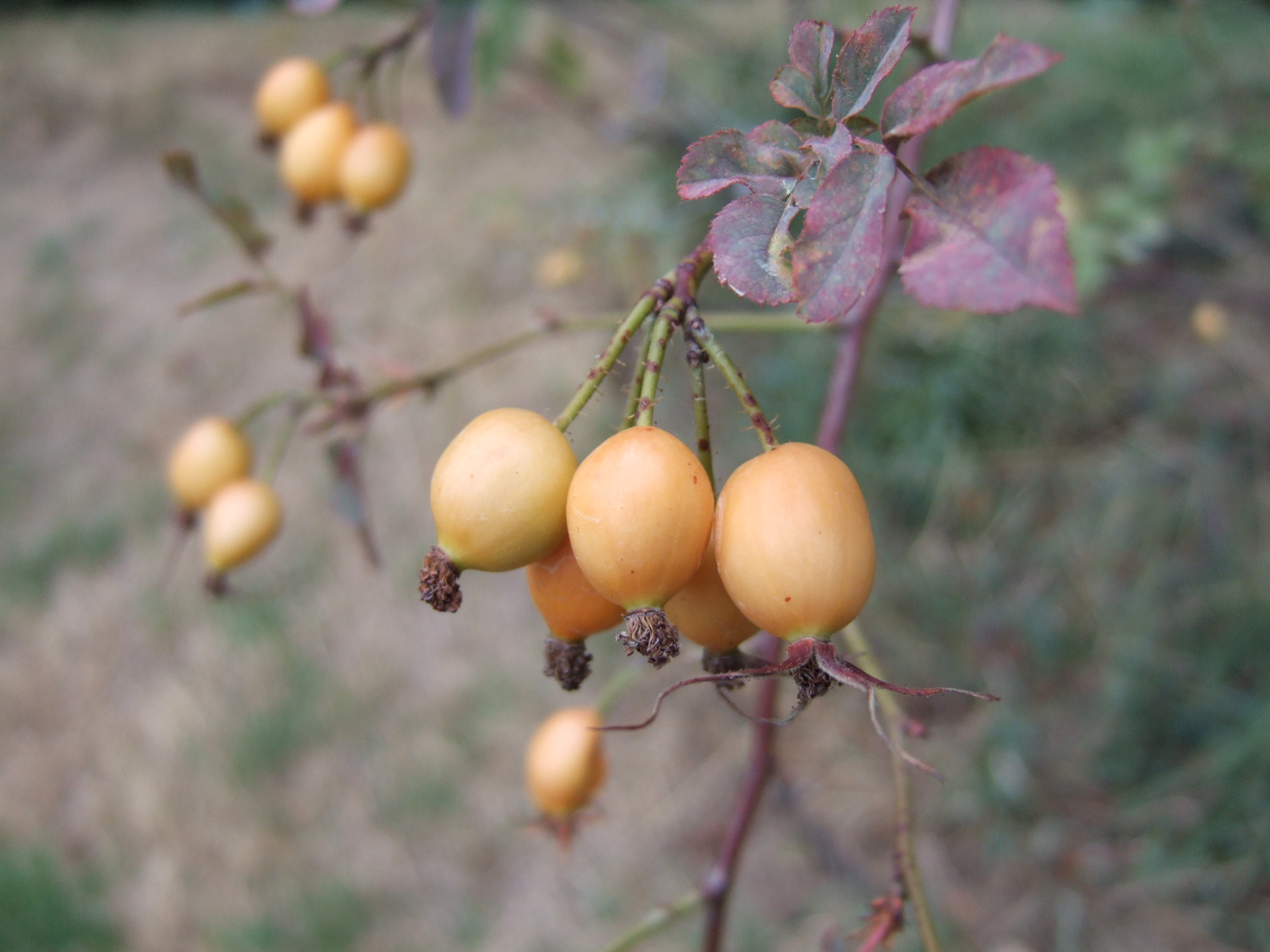